# Rugby a 15 nel 1935

## Attività Internazionale

### Altri test
| Arbitro: | Leopold Mailhan |

|                                                     |           |       |
| mete: Celhay 2, Vigneau trasf.: Chaud 3 c.p.: Chaud | Marcatori | mete: |

| Anversa 31 marzo 1935 | Paesi Bassi | 9 – 7 | Belgio |  |

| Lisbona 13 aprile 1935 | Portogallo | 5 – 6 | Spagna |  |

| Bruxelles 21 aprile 1935 | Belgio | 11 – 52 | Francia B |  |

| Colonia 17 novembre 1935 | Germania | 11 – 5 | Paesi Bassi |  |

## La nazionale italiana
Affidata a Julien Saby, la nazionale Italiana cresce insieme al movimento nazionale. 
Nel marzo 1935 la Catalogna, restituisce la visita dell'anno prima e gli Azzurri centrano un successo, che scatena entusiasmi in vista del match dell'22 aprile contro la Francia.
Ma i francesi, con la nazionale, anche se senza riconoscimento ufficiale della presenza ai giocatori, è troppo forte per gli Azzurri, che malgrado l'impegno crollano sotto i colpi dei francesi per 6-44.
L'incontro segna anche il record d'Incasso per lo stadio di Roma: con 20.000 lire, supera il record della finale dei mondiali di calcio 1934!
Sarà anche l'ultimo match (almeno per un po' di tempo) di Julien Saby come C.T. della nazionale: accordatosi con l'Amatori Milano, lascia la guida della squadra azzurra.
| Arbitro: | Godillot |

|                                |           |                 |
| mete: Visentin trasf.: Aloisio | Marcatori | mete: Puigdeval |

| Arbitro: | Mailhan |

|                            |           |                                                                                         |
| mete: F. Vinci Marescalchi | Marcatori | mete: Finat 2 , Blond Fretet 3, Coderc Laurent , Dorot Boyer trasf. Chaud 5 drop: Chaud |

 Sistema di punteggio: meta = 3 punti, Trasformazione=2 punti.Punizione e calcio da mark=  3 punti. drop = 4 punti. 

## I Barbarians
Nel 1935 la squadra ad inviti dei Barbarians ha disputato i seguenti incontri:
| Northampton 7 marzo 1935 | East Midlands | 8 – 32 | Barbarians |  |

| Penarth 19 aprile 1935 | Penarth RFC | 3 – 16 | Barbarians |  |

| Cardiff 20 aprile 1935 | Cardiff RFC | 5 – 20 | Barbarians | Arms Park |

| Swansea 22 aprile 1935 | Swansea RFC | 3 – 16 | Barbarians | (Saint Helen's) |

| Newport 23 aprile 1935 | Newport RFC | 3 – 23 | Barbarians | (Rodney Parade) |

| Londra 4 maggio 1935 | Londra | 3 – 34 | Barbarians | (Twickenham) |

| Leicester 27 dicembre 1935 | Leicester Tigers | 0 – 0 | Barbarians | (Welford Road) |

## Campionati nazionali
| Argentina            | Camp. di Buenos Aires    | CASI                              |
| Nuovo Galles del Sud | Shute Shield             | Northern Suburbs                  |
| Francia              | Campionato 1934-35       | Biarritz                          |
|                      | Challenge Yves du Manoir | Perpignano                        |
| Italia               | Campionato 1934-35       | Rugby Roma                        |
| Sudafrica            | Currie Cup:              | non disputata                     |
| Romania              | Campionato               | Sportul Bucarest                  |
| Spagna               | Copa del Rey             | Real Sociedad Gimnástica Española |